# 名古屋圏運行管理システム
名古屋圏運行管理システム（なごやけんうんこうかんりシステム）とは、東海旅客鉄道（JR東海）の在来線に導入している運行に関する情報の管理、及び機器の制御を行う日立製のコンピュータシステムである。通称はNOA (New Operational Automation System、ノア) 。名古屋地区用と静岡地区用の2種類がある。システム構成は同じだが、別個のシステムで、案内放送も異なる。

## 構成
システムは次の5つから構成されており、このシステム全体をNOAと称している。
情報処理装置 (EDP)
列車の運転時刻、着発線及び工事計画などを入力し、運転計画を作成してダイヤを作成する装置。
自動進路制御装置 (PRC)
EDPが作成する運転計画の情報と、個々の列車の位置を判断して、列車集中制御装置 (CTC) を介して、各駅の進路を自動的に構成する。
列車集中制御装置 (CTC)
列車の在線位置などを表示盤やモニタ画面に表示して、異常時には警報音や画面出力によって指令員に知らせる。また、手動介入することで、指令員により各駅の信号やポイントを制御することができる。
列車運転状況表示装置 (TID)
指令所に集められた列車の運転状況を表示する装置で、指令所のほか各乗務員区所や駅にも設置されている。
自動放送装置
PRCにより送られた情報をもとに各駅のホームに列車の種別・愛称名・行先・両数・停車駅などを自動的に放送を行う。
在来線輸送計画ネットワーク
ダイヤ改正の計画から、列車ダイヤ・乗務員運用・車両運用などの情報をデータベース化して輸送計画と現場の動きをつなぐシステム。

## 導入区間
- 名古屋地区用
  - 東海道本線（二川駅〜醒ケ井駅）
  - 中央本線（名古屋駅〜中津川駅）
  - 関西本線（名古屋駅）
- 静岡地区用
  - 東海道本線（函南駅〜新所原駅）

### 2019年導入区間
いずれも旅客向け案内装置のみ先行使用
- 名古屋地区用
  - 関西本線（八田駅〜亀山駅）
  - 武豊線（大府駅〜武豊駅）